# 9409 Kanpuzan
9409 Kanpuzan è un asteroide della fascia principale. Scoperto nel 1995, presenta un'orbita caratterizzata da un semiasse maggiore pari a 3,1220280 UA e da un'eccentricità di 0,2112771, inclinata di 1,74261° rispetto all'eclittica.